# HVC in het seizoen 1963/64
Het seizoen 1963/1964 was het 10e jaar in het bestaan van de Amersfoortse betaaldvoetbalclub HVC. De club kwam uit in de Tweede divisie A en eindigde daarin op de vijfde plaats. Tevens deed de club mee aan het toernooi om de KNVB beker, hierin werd de club in de eerste ronde uitgeschakeld door Sparta (0–2).

## Wedstrijdstatistieken

### Tweede divisie A
|       | Alkmaar '54 | Be Quick | EDO   | 't Gooi | Haarlem | Heerenveen | Hilversum | KFC   | Leeuwarden | PEC   | RCH   | Tubantia | ZFC   | Zwartemeer | Zwolsche Boys |
| ----- | ----------- | -------- | ----- | ------- | ------- | ---------- | --------- | ----- | ---------- | ----- | ----- | -------- | ----- | ---------- | ------------- |
| Thuis | 1 – 1       | 0 – 3    | 2 – 0 | 2 – 3   | 1 – 1   | 2 – 3      | 1 – 0     | 0 – 1 | 4 – 0      | 2 – 1 | 1 – 3 | 3 – 1    | 1 – 0 | 4 – 0      | 1 – 1         |
| Uit   | 4 – 0       | 0 – 1    | 0 – 4 | 0 – 4   | 2 – 0   | 1 – 1      | 0 – 5     | 0 – 4 | 5 – 0      | 2 – 2 | 0 – 5 | 2 – 3    | 1 – 1 | 4 – 0      | 1 – 4         |

### KNVB beker
| 1e ronde                                       | HVC | 0 – 2 (0 – 2) | Sparta                            |
| 29 september 1963 Plaats: Amersfoort Birkhoven |     |               | 33' Frank Franken 36' Béla Bodnár |

## Statistieken HVC 1963/1964

### Eindstand HVC in de Nederlandse Tweede divisie A 1963 / 1964
| Stand | Gespeeld | Gewonnen | Gelijk | Verloren | Punten | Doelpunten voor | Doelpunten tegen |
| ----- | -------- | -------- | ------ | -------- | ------ | --------------- | ---------------- |
| 5e    | 30       | 15       | 6      | 9        | 36     | 59              | 40               |

### Topscorers
| #              | Naam                         | Goal |
| -------------- | ---------------------------- | ---- |
| 1.             | Bennie Marcus                | 12   |
| 2.             | Jan ten Braak                | 10   |
| 2.             | Evert Pluim                  | 10   |
| 4.             | Evert van Ginkel             | 9    |
| 5.             | Hans van Empelen             | 6    |
| 5.             | Ruud Maas                    | 6    |
| 7.             | Jan Nederhand                | 2    |
| 8.             | Jan van Barneveld            | 1    |
| 8.             | Hans van Eeden               | 1    |
| 8.             | Theo Surstedt                | 1    |
| Eigen doelpunt |                              |      |
| –              | Huub Scherpenisse (Tubantia) | 1    |
| Totaal         | Totaal                       | 59   |

| #      | Naam        | Goal |
| ------ | ----------- | ---- |
| –      | Geen speler | 0    |
| Totaal | Totaal      | 0    |